# Список войн Афганистана
В этом списке перечислены конфликты стороной которых являлся Афганистан.
| Конфликт                                                | Афганистан и союзники | Оппоненты                                                | Результаты |
| Хотаки (1709—1738)                                      | Хотаки (1709—1738) | Хотаки (1709—1738)                                       | Хотаки (1709—1738) |
| ------------------------------------------------------- | --- | -------------------------------------------------------- | --- |
| Битва при Гулнабаде (1722)                              | Хотаки | Сефевиды                                                 | Победа |
| Битва при Дамгане (1729)                                | Хотаки | Сефевиды                                                 | Поражение |
| Дурранийская империя (1747—1823)                        | |                                                          | |
| Битва при Панипате (1761)                               | Дурранийская империя | Государство маратхов                                     | Победа |
| Битва при Аттоке (1813)                                 | Дурранийская империя | Сикхское государство                                     | Поражение - Сихки устанавливают контроль над Аттоком. |
| Битва при Мултане (1818)                                | Дурранийская империя | Сикхское государство                                     | Поражение - Дурранийская империя теряет контроль над регионом: Хайбер-Пахтунхва . - Сихки устанавливают контроль над Пешаваром. |
| Битва при Шопиане (1819)                                | Дурранийская империя | Сикхское государство                                     | Поражение - Кашмир входит в состав Сикхской империи. |
| Битва при Ноушере (1823)                                | Дурранийская империя | Сикхское государство                                     | Поражение - Пешавар отбит у Сикхов. - Сикхи берут под контроль Хайберский проход. |
| Эмират Афганистан (1823—1926)                           | |                                                          | |
| Первая англо-афганская война (1839—1842)                | Эмират Афганистан | Британская империя - Британская Индия                    | Победа - Отступление Британских сил после сдачи части войск в плен и поражений. - Дост Мухаммед сохраняет за собой Афганский трон. |
| Вторая англо-афганская война (1878—1880)                | Эмират Афганистан | Британская империя - Британская Индия                    | Поражение - Вывод Британских войск после достижения желаемых политических целей путем Гандамакского договора. - Пограничные районы Афганистана, аннексированы Индией. - Афганистан обретает статус Британского протектората. |
| 1888-1893 Восстание Хазарейцев                          | Силы лояльные Абдур-Рахману | Силы лояльные Шир-Али включая Хазарейцев                 | Победа Абдур-Рахмана - Убийство и переселение 60 % от численности народа хазарейцев, включая 35,000 семей бежавших в Северный Афганистан, Мешхед (Иран) и Кветту (Пакистан). |
| Третья англо-афганская война (1919)                     | Эмират Афганистан | Британская империя - Британская Индия                    | Стратегическая победа - Тактическая победа Британии. - Договор Равалпинди. - Независимость Афганистана с полным суверенитетом во внешних делах. - Утверждение Линии Дюранда. |
| Урта-Тагайский конфликт (1925)                          | Эмират Афганистан | СССР                                                     | Поражение - Остров захвачен подразделением Красной армии, но затем оставлен и признан за Афганистаном. |
| Гражданская война в Афганистане (1928—1929)             | Королевство Афганистан СССР - - РККА - ВВС РККА Королевство Афганистан при поддержке: Британская Индия                           | Эмират Афганистан Басмачи                                | Победа Мухаммед Надир-шаха |
| Демократическая Республика Афганистан (1978—1992)       | |                                                          | |
| Афганская война (1979—1989)                             | СССР ДРА | Моджахеды                                                | Тупик - Женевские соглашения (1988). - Вывод Советских войск из Афганистана. - Гражданская война в Афганистане продолжается. |
| Гражданская война в Афганистане (1989—1992)             | ДРА | Моджахеды                                                | Смена режима - Создание Исламского государства Афганистан во главе с Бурханнудином Раббани. |
| Исламское Государство Афганистан (1992—2001)            | |                                                          | |
| Гражданская война в Афганистане (1992—1996)             | Исламское Государство Афганистан                                                                                                 | Талибан Аль-Каида                                        | Смена режима - Талибан вступает в Кабул и создает в основном непризнанный Исламский Эмират Афганистана |
| Гражданская война в Афганистане (1996—2001)             | Северный альянс (Исламское Государство Афганистан)                                                                               | Талибан (Исламский Эмират Афганистан) Аль-Каида Пакистан | Тупик - Тупиковое положение на всех фронтах между Талибаном и Северным альянсом. |
| Исламский Эмират Афганистан (1996—2001)                 | |                                                          | |
| Гражданская война в Афганистане (1996—2001) (1996—2001) | Талибан (Исламский Эмират Афганистан) Аль-Каида Пакистан                                                                         | Северный альянс (Исламское Государство Афганистан)       | Тупик - Тупиковое положение на всех фронтах между Талибаном и Северным альянсом. |
| Исламская Республика Афганистан (2001—2021)             | |                                                          | |
| Война в Афганистане (2001—2021)                         | ISAF - США - Великобритания - Германия - Италия - Грузия - Польша - Румыния - Турция - Австралия Исламская Республика Афганистан | Талибан Аль-Каида                                        | Возглавляемая Америкой коалиция вторгается и держит под контролем часть территорий Афганистана. - Ликвидация Исламского Эмирата Афганистан. - Создание нового правительства Афганистана под руководством Хамида Карзая. - Начало войны в северо-западном Пакистане. - Возвращение около 5,7 млн афганских беженцев из Пакистана и Ирана. - Убийство Усамы бен Ладена в Пакистане. - Новый этап войны начался в 2015 году - Талибан переходит к сугубо повстанческой тактике действий. |